# Barca (ciutat)
Barca (també Barce, Barka o Barke) fou una ciutat de Cirenaica fundada per un grup de colons grecs emigrats de Cirene durant el govern dels batíades. Actualment, les seves restes es poden localitzar a Al-Merjehi, lloc que els àrabs anomenen també Al-Medinah. Entre aquestes restes no es conserva cap monument o edifici destacat.

## Història

### Els inicis
Perseu, Zacynthos, Aristomedon i Licos, anomenats els barcais, descontents amb el tracte que se'ls donava per part del rei Arcesilau II el cruel de Cirene, van emigrar i van fundar una nova ciutat (554 aC), des d'on van concertar aliança amb els libis de l'interior. Molts libis es van establir a la ciutat, que des d'aleshores es caracteritzà per la barreja de grecs i libis, que es va conservar al llarg del temps. Heròdot dona el nom d'un rei, Alazir, que és d'origen libi. El nom d'Addeir es va trobar en una taula genealògica a Cirene.

### La revolta
Arcesilau II va tenir problemes amb els libis. Una revolta fou sufocada i els libis es van refugiar a l'est, cap Egipte. El rei els va perseguir i els va derrotar i en va matar set mil, però aviat fou enderrocat pel seu germà Learc. Aquestes lluites van permetre a la colònia de Barca de prosperar i estendre el seu poder a tota la part oest de Cirenaica incloent la costa on es va fundar la ciutat de Teuchira (més tard Arsínoe). Amb el temps Barca es va estendre a l'oest fins al Golf de Sirte en direcció a Cartago i va tenir força poder per derrotar els fenicis en una batalla naval.
Quan els perses van envair Egipte, Barca i Cirene van enviar presents al rei Cambises i li van prometre un tribut anyal. Dins l'imperi persa foren considerats part de la nova satrapia d'Egipte (segons Heròdot). Les bones relacions entre Cirene i Barca es van consolidar quan el rei Arcesilau III de Cirene es va casar amb la filla del rei Alazir de Barca. Una revolta a Cirene va obligar Arcesilau a fugir a Barca i allí uns exiliats de Cirene, ajudats per un partit local, van matar Arcesilaos i Alazir a la plaça del mercat. Pheretima, la mare d'Arcesilaos, en revenja, va demanar ajut a Ariandes, sàtrapa persa d'Egipte (nomenat per Cambises i que va conservar el càrrec sota Darios). El sàtrapa va reunir un fort exèrcit i una flota i va enviar una ambaixada a Barca demanant qui o quins havien estat els assassins, però la gent de Barca va assumir col·lectivament la responsabilitat. Ariandes va enviar llavors l'exèrcit i va assetjar la ciutat durant nou mesos, i finalment els perses la van ocupar per un estratagema (510 aC). Els ciutadans sospitosos de simpatitzar amb l'assassinat dels reis foren empalats i el tomb de les muralles es va omplir de gent empalada i entre ells els membres de la dinastia batíada, els quals se sospitava que eren culpables. Molts habitants van patir presó i represàlies i una bona part foren venuts com esclaus a Egipte o enviats a Darios, que els va establir a una ciutat de Bactriana que es va dir Barca (testimoniada en temps d'Heròdot). Pheretima, que havia acompanyat als perses fins a Barca, va tornar a Egipte amb l'exèrcit persa però va morir d'una malaltia infecciosa.
Després d'això Barca va romandre gairebé despoblada. En temps dels Ptolomeus fou totalment buidada i la gent enviada a Ptolemais, al lloc de l'antic port de la ciutat, que finalment va acabar anomenant-se Barca. Al segle ii encara era una petita ciutat provincial. Al segle iv fou seu d'un bisbat.

### Època romana d'Orient
Sota els romans d'Orient, l'agricultura va deixar pas a la vida pastoral i no va parar de perdre importància. Fou conquerida pels àrabs en dues campanyes dirigides per Amr ibn al-As (642 i 643) i va esdevenir lloc de pas per les expedicions cap a l'oest. Va restar subjecte al califat com a dependència d'Egipte fins a l'establiment del poder fatimita el 969. Al segle xi la invasió del nòmades àrabs Banu Hilal enviats a Ifríqiya va acabar poblant el país de beduïns; les viles de la regió es van arruïnar i la població local estava formada principalment pels azza, pastors nòmades. A més de Barca, eren ciutats Bernik (Bengasi, clàssica Euhespèride) i els oasis d'Awdjila i Adjdabiya.

### Ocupació pels otomans
Fou ocupada pels otomans al segle xvi quan depenia encara d'Egipte i fou posada sota dependència dels governadors de Trípoli, autoritat que fou bastant nominal. Fou per un temps capital d'un sandjak de la regència de Trípoli, però després es va despoblar. Al segle xix la ciutat havia desaparegut. A part de Bengasi que s'havia repoblat amb gent de la Tripolitana al segle xvii, només existia un centre, al-Mardj, sorgit a l'entorn d'un fortí turc fundat el 1840 al lloc de l'antiga Barca.
El nom de Barca (Barka o Barqah) es va donar llavors a la regió, però al segle xx va predominar el de Cirenaica.

## Temps més moderns
El 1897 els musulmans de Creta que fugien de Grècia es van establir a Marsa Susa a les ruïnes d'Apol·lònia. Els italians hi van arribar el 1911 i només van trobar població beduïna i els tres centres esmentats. Alguns colons italians es van instal·lar a al-Mardj després del 1931. Una via fèrria de Mardj a Bengasi va ser creada pels italians abans de la Segona Guerra Mundial. El desembre del 1942 Mardj va quedar sota autoritat militar britànica.